# Bokskräling
Bokskräling (Flammulaster carpophilus) är en svampart. Enligt Catalogue of Life ingår Bokskräling i släktet Flammulaster,  och familjen Inocybaceae, men enligt Dyntaxa är tillhörigheten istället släktet Flammulaster,  och familjen Tubariaceae. Arten är reproducerande i Sverige.

## Underarter
Arten delas in i följande underarter:
- rhombosporus
- subincarnatus
- carpophilus